# 안경수 (교육인)
안경수(安慶洙, 1949년 8월 15일~)는 대한민국의 교육인 겸 대학 교수로, 인천대학교의 제5대 총장을 지냈다. 본관은 탐진.
경상북도 대구시에서 태어나 계성고를 졸업하고 1972년 영남대학교 토목공학과에서 학사 학위를 취득한 후, 1975년 육군 중위로 전역하였으며, 1976년 영남대 대학원 토목공학과에서 공학 석사 학위를 받았다. 1987년 인하대 대학원 토목공학과에서 공학박사 학위를 받았다. 1982년 인천대 교수가 되었고, 동교에서 기획처 처장, 학생처 처장, 교수평의회 의장, 공과대학 학장, 부총장을 거쳐 2008년 7월 인천대 제5대 총장으로 취임했다.